# Klozapin
A klozapin a pszichiátriai szakirodalomban antipszichotikumoknak nevezett pszichiátriai gyógyszercsoportba tartozó gyógyszerhatóanyag, melyet legfőképpen pszichotikus megbetegedés például szkizofrénia, valamint öngyilkos magatartás esetén alkalmaznak. 

## Biokémiai tulajdonságai
Aránylag gyenge dopamin receptor antagonista, viszont aránylag erős antagonistája az alpha-adrenerg, szerotonerg, hisztaminerg és kolinerg receptoroknak. Farmakológiai vizsgálatokban a vegyület nem indukál katalepsziát, vagy nem gátolja az apomorfin- vagy amfetamin kiváltotta sztereotip viselkedést. Csak gyenge dopamin-receptor blokkoló hatása van a D1, D2, D3 és D5 receptorokon, de jelentős hatása van a D4 receptorokon, ráadásul erőteljes anti-alfa-adrenerg, antikolinerg, antihisztamin és az arousal-reakciót gátló hatásai vannak. Kimutatták, hogy antiszerotoninerg tulajdonságai is vannak.

## Hatása
Klinikailag a klozapin gyors és jelentős nyugtató hatású, és antipszichotikus hatása van azoknál a szkizofrén betegeknél, akik az egyéb gyógyszeres kezelésre rezisztensek. Ilyen esetekben a klozapin főleg a rövid idejű vizsgálatokban bizonyult hatékonynak a pozitív és negatív szkizofrén tünetek enyhítésében. 
A klasszikus antipszichotikumokkal összehasonlítva a klozapin kevesebb mozgási rendellenességet okoz, pl. akut disztóniát, parkinsonszerű mellékhatásokat és nyugtalanságot okoz. A klasszikus antipszichotikumokkal szemben a klozapin nem vagy alig okoz prolaktin emelkedést, és így az ezzel összefüggő mellékhatások, a gynecomastia, amenorrhea, galactorrhoea és impotencia nem jelentkeznek.

## Fordítás
- Ez a szócikk részben vagy egészben  a   Clozapine című angol Wikipédia-szócikk fordításán alapul.  Az eredeti cikk szerkesztőit annak laptörténete sorolja fel. Ez a jelzés csupán a megfogalmazás eredetét és a szerzői jogokat jelzi, nem szolgál a cikkben szereplő információk forrásmegjelöléseként.